# Bonsaj

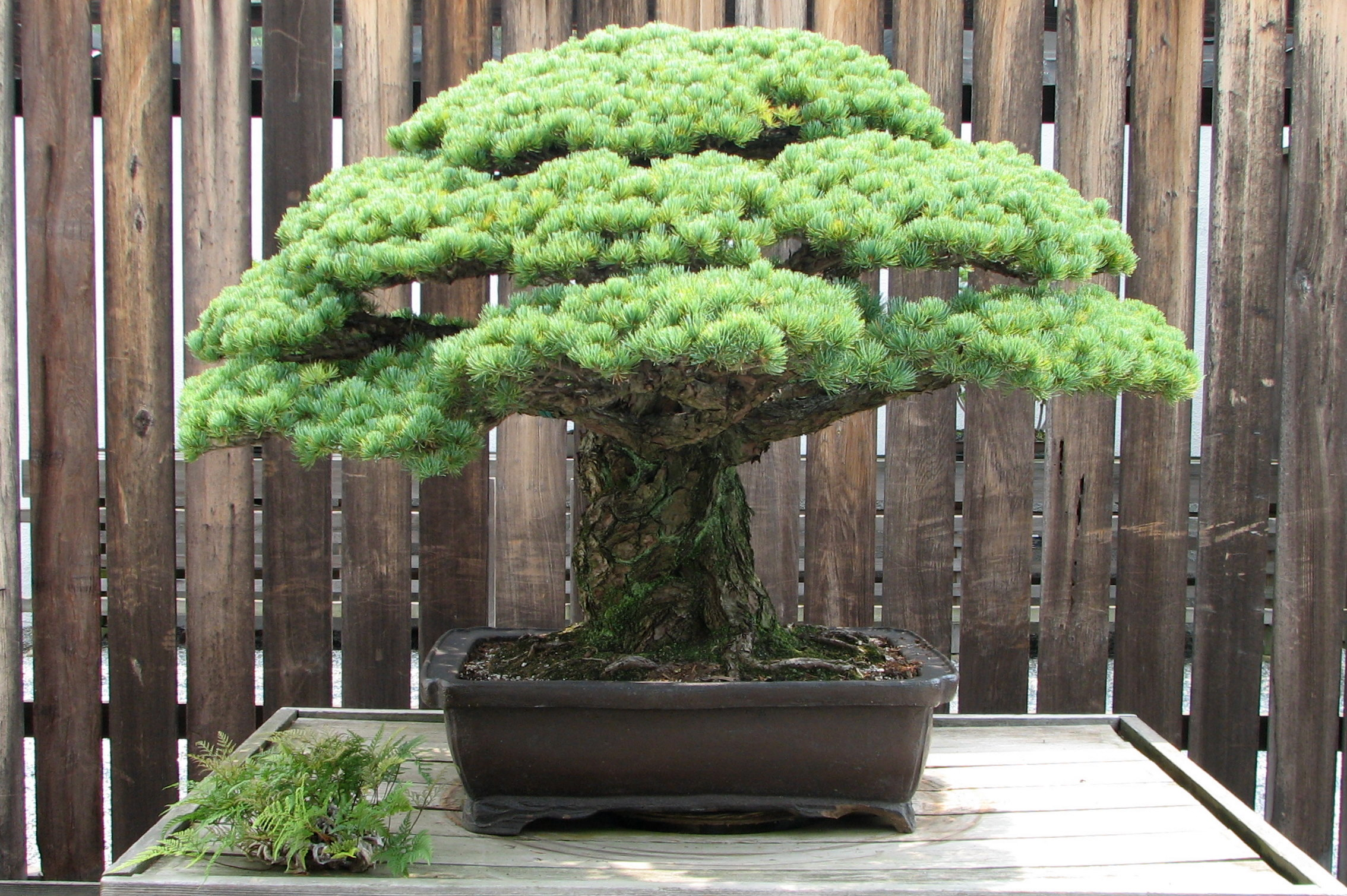

Bonsaj (japonsky 盆栽; též bonsai, v Číně penzai / 盆栽 nebo penjing / 盆景) je staré umění miniaturizace stromů a jejich pěstování v miskách. Doslova přeloženo má slovo bonsaj význam strom v misce, kde bon znamená miska a sai strom (též sázet). Delší a přesnější definice říká, že bonsaj je miniaturní strom pěstovaný v misce, který je bonsajovými technikami tvarován tak, aby navozoval iluzi starého stromu. Zahrnuje v sobě prvky pěstitelství i umění.

## Historie bonsají
Počátky pěstování bonsají nejsou doložené, ale jejich stopy lze sledovat do velmi hluboké minulosti. Prapůvod klasických vaničkovitých bonsajistických misek sahá s velkou pravděpodobností až 4 tisíce let do minulosti. Podobají se totiž některým archeologickým artefaktům z té doby, a to oltářním ohništím pro spalování obětin: tvar, nožky, ventilační otvory ve dně atd. Není jasné, kdy byly prvně využity jako pěstební nádoby. Pěstování bonsají se po sinojaponské oblasti rozšířilo velmi pravděpodobně paralelně se šířením buddhismu.

## Umění bonsai
Kritéria pro posuzování rostlin jako bonsají jsou sporná, jelikož zde roli hraje nejen technická, ale i estetická stránka úprav a jejich výsledků. V původním asijském pojetí jsou bonsaje nejen okrasnými rostlinami, ale také uměleckými artefakty, jejichž hodnotu vytváří nejen samotná rostlina, ale také pěstební miska a povrch půdy (zastupující krajinu nebo její část). Proces úpravy rostlinu nemrzačí, pouze miniaturizuje. Není to obvykle ani zakrslá rostlina – neroste-li, není co tvarovat a jak na ní pracovat. Po vysazení do volné půdy z ní může vyrůst typický zástupce daného druhu. Není nutné, aby vše na bonsaji bylo zmenšeno, ale všechny kompoziční prvky musí tvořit jeden harmonický celek. Jako bonsai lze pěstovat jakoukoli rostlinu, obtížnost pěstování a estetická uspokojivost výsledků se ale u jednotlivých druhů liší. Přestože hlavním typem bonsají jsou dřeviny – keře, liány a stromy, lze bonsajistických technik úspěšně využít i pro jakékoli byliny, trávy či sukulenty. Pravou estetickou funkci bonsaje lze nejlépe pochopit na půvabu bonsaje např. z běžného jahodníku, smetánky nebo révy vinné.

### Dálný východ

#### Čína
Původ umění tvarovat bonsaje pochází ze starověké Číny, kde pramení první zmínky o stromech pěstovaných v miskách již z doby před přelomem letopočtu. Čínské bonsaje obsahují vysoce rozvitou symboliku krajiny, často s využitím prvků jako mrtvé dřevo nebo obnažené kořeny. Čínské bonsaje vykazují velmi silně umělé zásahy – vůli pěstitele. Z původních čínských názvů bonsají pchen-sai či šan-šuei pchen ťing, zkráceně pchen-ťing byl odvozen japonský výraz bonsaj.

#### Japonsko
V 6. století se pěstování bonsají dostává do Japonska, které v té době bylo pod silným čínským vlivem. Čína ovlivnila Japonsko a Koreu nejen uměním bonsai, ale i kaligrafií nebo písmem, wei-či. Japonci umění pěstování bonsají zjednodušili a výrazně propracovali a zdokonalili jak umělecké, tak pěstitelské aspekty. Pozorováním volně rostoucích stromů v přírodě vypracovali klasické styly bonsají, podle kterých se bonsaje tvarují. Japonské bonsaje vynikají elegancí a neviditelností pěstitelského „násilí“ i v případě drastických zásahů.
První velká výstava bonsají v Japonsku se konala na počátku 20. století. Mnoho významných osobností potvrdilo uměleckou hodnotu bonsají a od té doby počet pěstitelů prudce vzrůstal. Ve dvacátých letech postihlo oblast na ostrově Hokkaidó, kde se většina bonsají pěstovala, ničivé zemětřesení. Mnoho stromků bylo zničeno a řada pěstitelů přišla o život. Poté Japonci založili v Omije nedaleko Tokia bonsajistickou vesnici, kde znovu začali pěstovat a tvarovat miniaturní stromky. Omiya je dnes tokijskou aglomerací, některé z původních školek zde nicméně dosud existují.

### Ostatní země

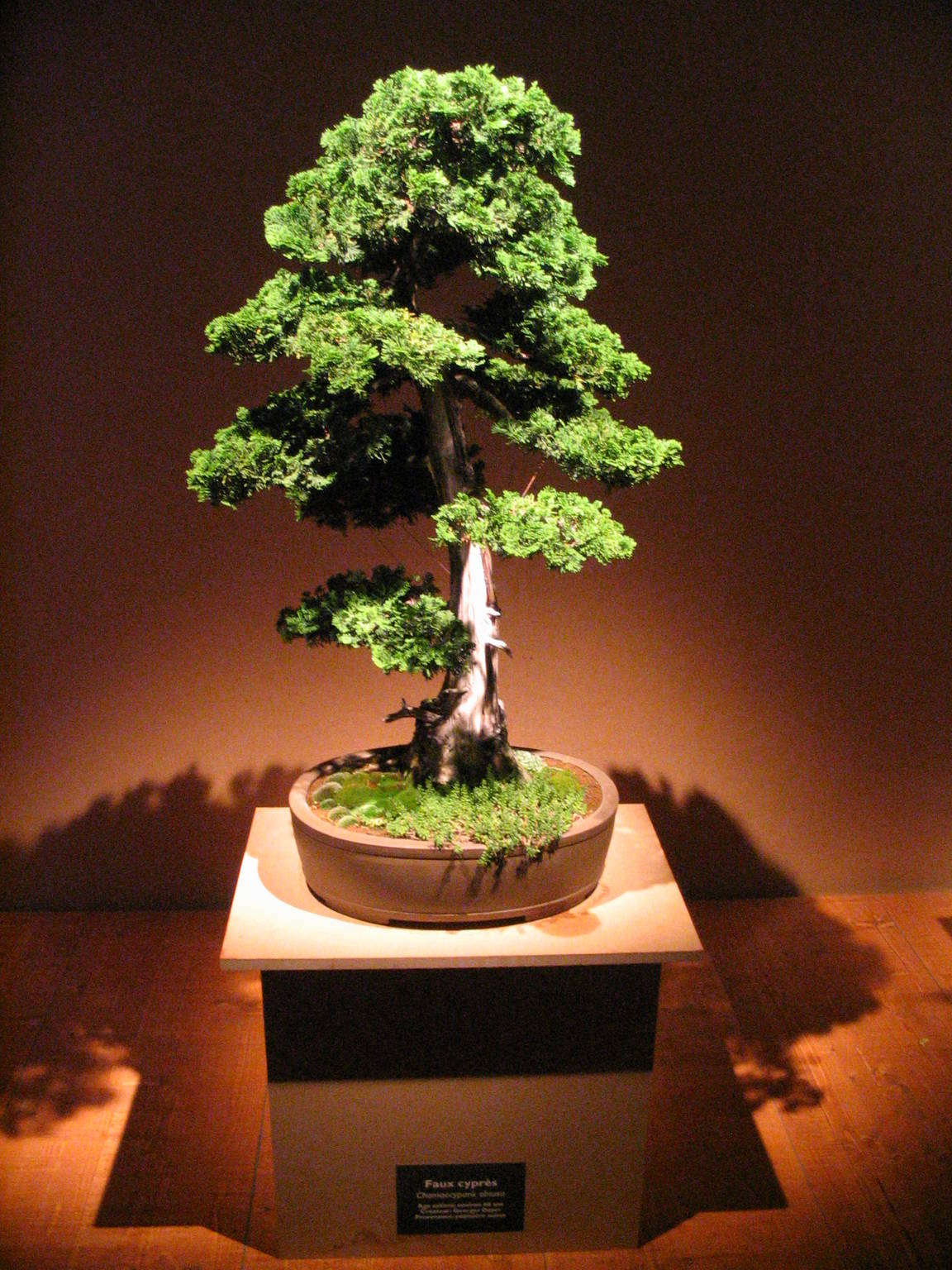

Také v dalších zemích této oblasti jako jsou Korea, Vietnam, Tchaj-wan, a Indonésie existuje několikasetletá bonsajistická tradice. Tamní pěstitelé si vytvořili vlastní styly pěstování, které jsou výsledkem nejen samostatného vývoje, ale také rozdílných klimatických podmínek.
V současnosti se bonsaje pěstují téměř všude, kde mohou být rostliny pěstovány. Velmi aktivními bonsajistickými oblastmi současnosti jsou Severní i Jižní Amerika, Austrálie, Nový Zéland a Jižní Afrika. Řada pěstitelů bonsají žije také v postsovětských státech.

### Evropa
V Evropě se první postupy pro pěstování bonsají objevují na přelomu 18. a 19. století, pravděpodobně to však není z dekorativních, ale ryze z praktických důvodů. Pro podomní obchodníky bylo výhodné nosit prodávané stromy s sebou v nádobách. Skutečné bonsaje se objevují poprvé na výstavě v Paříži na konci 19. století. V té době však není známo, jak se o bonsaje starat a tak většina dovezených stromů hyne.
Velký rozmach pěstování bonsají v Evropě (i v zbytku světa) nastal po skončení druhé světové války, kdy si vojáci bojující na Dálném východě přivezli velké množství bonsají jako válečnou kořist. Bonsaje se postupně rozšiřují do celého světa a s nimi také postupy pro správné pěstování. Do USA se bonsaje dostaly především díky čínské a japonské emigraci, s níž přišla řada bonsajistickým mistrů.

### Česko
Pěstování bonsají se v Česku oproti ostatním zemím v Evropě výrazně opozdilo. I když informace o bonsajích do Česka přinesl již za Rakouského císařství cestovatel Kořenský a s nim řada japanistů, a přestože byly rostliny importovány, kvůli absenci technologických postupů byla jejich introdukce neúspěšná. Až do 60. let 20. století byly bonsaje v Česku víceméně neznámým pojmem. Důvodem byla především nepřítomnost českých vojáků na bojištích Dálného východu a poté uzavřenost tehdejší společnosti ČSSR vůči Západu. I přes totální absenci jakýchkoli technologických postupů (embargo literatury ze západu) objevovalo již v 60. letech několik pěstitelů bonsajistické principy. První bonsajový klub v Česku, Bonsai klub Praha, byl založen v roce 1980. Výrazného rozšíření se pěstování bonsají dočkalo až po roce 1989.

## Rozdělení bonsají

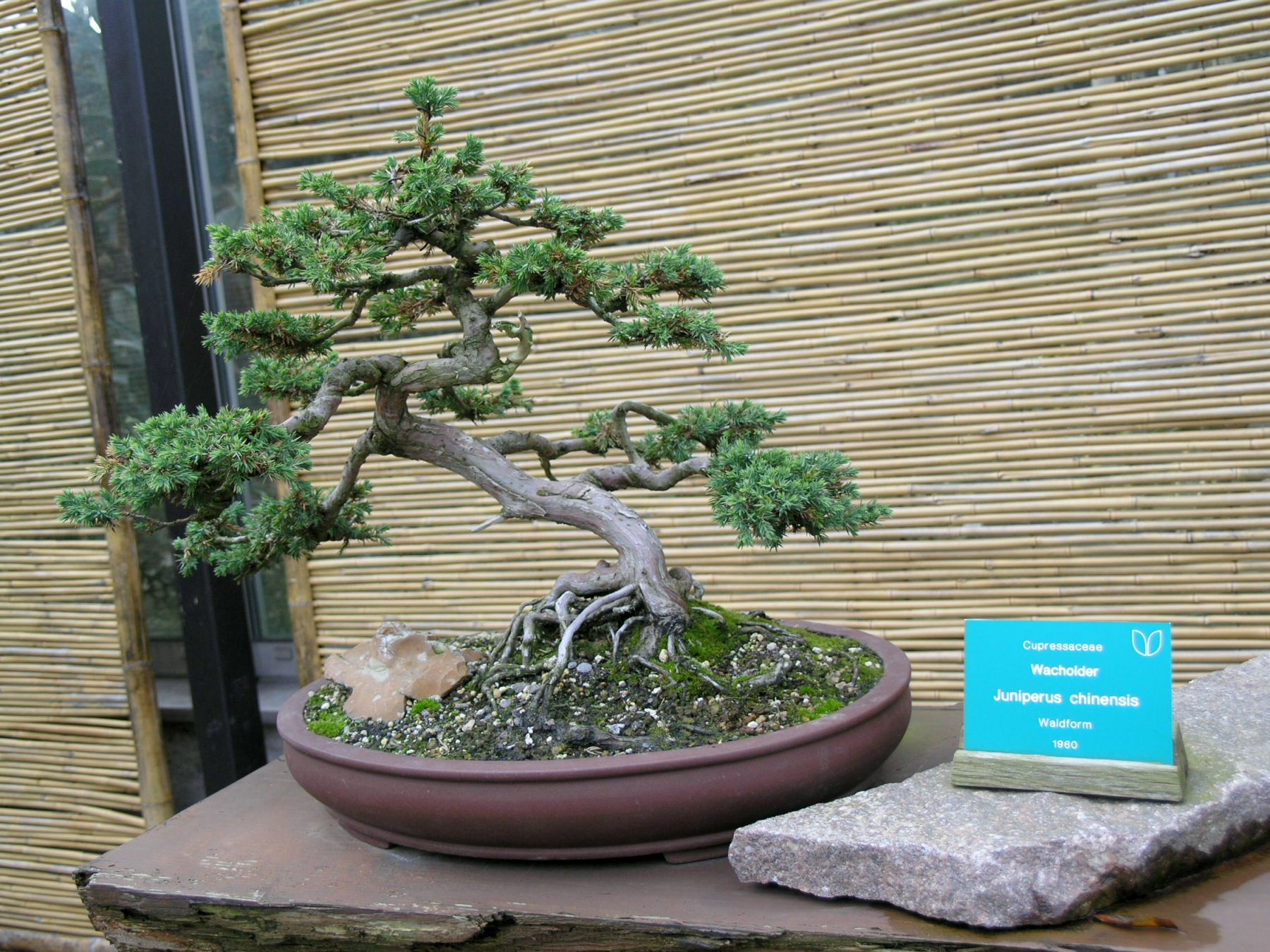
Bonsaj na výstavě v Grugaparku (Essen, Německo)

Bonsaje je možné dělit podle mnoha způsobů, nejběžnější je dělení podle velikosti a podle umístění.

### Podle umístění
Rozdělení podle umístění je závislé na oblasti, kde se bonsaj pěstuje. Stejný strom se v Česku může pěstovat pouze v interiéru a v Asii jako venkovní.
- Venkovní – Venkovní bonsaje jsou vždy ty stromy, které běžně rostou v daném klimatickém pásmu. V Česku jsou nejoblíbenější smrky, borovice, javory, buky a další. Tyto bonsaje vyžadují, aby byly umístěny ve venkovním prostředí, v interiéru by nepřežily. V zimě se musí zimovat, aby nedošlo k promrznutí kořenového balu a následného uschnutí (led je pro rostliny voda fyziologicky suchá).
- Pokojové – Pokojové bonsaje jsou stromy z teplejších klimatických pásem, kde panují rozdílné klimatické podmínky. Z jakékoliv rostliny, které se v daných bytových podmínkách daří, lze bonsai vypěstovat. V některých případech je možné (a vhodné) tzv. letnění stromku, kdy se v období, kdy nehrozí mrazy, strom umístí ven a na zimu je vrácen do interiéru. Příkladem jsou některé fíkusy (Benjamina atd.), kraptomerie. Letnění je pro většinu rostlin prospěšné, je však nutno dát pozor na to, aby rostliny, které nejsou zvyklé na přímé sluneční záření, nebyly sluncem popáleny.

### Podle velikosti
Hranice mezi kategoriemi nejsou přesně stanoveny.
- Minibonsaj (mame bonsai) – Výška 1–8 cm. Bonsaj se vejde na konec prstu, Japonci je nazývají „makové semínko“ nebo „bobové bonsaje“. Vyžadují velkou péči, zpravidla se pěstují ze semen přímo v misce.
- Miniaturní – Výška 8–15 cm. Bonsaj se vejde do dlaně ruky.
- Malé – Výška 15–30 cm. Bonsaj je možné přenést jednou rukou.
- Středně velké – Výška 30–60 cm. Bonsaj se přenáší oběma rukama.
- Velké – Výška 60–90 cm. Bonsaj musí přenášet dva muži. Někteří pěstitelé stanovují maximální výšku na 120 cm, v Číně jsou však běžné i dvoumetrové bonsaje.

### Podle původu stromu
- koupené
- z přírody (jamadori) – vykopání dospělého stromu, který vlivem nepříznivých podmínek zůstal zakrnělý
- upravené stromky
- vypěstované ze semínka, „hrnkovky“ (potensai – z anglického potencial = potenciální + japonská koncovka –sai = tác, mísa) – (jedná se o mladé rostliny, které zatím nedosahují kvalit bonsaje, ale jsou natolik kvalitní, že z nich dobrá bonsai může být vypěstována)
- vypěstované z řízků, roubované (kóradabuki)

### Styly japonských bonsají
Bonsaje se rámcově rozdělují především podle tvaru kmene. Pět základních stylů tak tvoří:
- vzpřímený styl – rovný kmen
- volně vzpřímený styl – kmen je lehce zvlněný
- šikmý styl – kmen je výrazně zešikmený
- volně šikmý styl – šikmo rostoucí kmen se zvlněnou linií
- polokaskádový styl – kmen je ohnutý k zemi či víceméně vodorovný – terminál je nad úrovní paty kmene nebo ve stejné výšce.
- kaskádový styl – kmen se ohýbá pod úroveň země, vrchol kmene leží pod patou kmene.

Styly se dále rozdělují podle počtu jednotlivých rostlin, počtu kmenů, uspořádání větví a kořenů, dramatických doplňků, osazení stromu atd.

### Další dělení
Bonsaje je možné dělit i podle dalších kritérií – olistění (listnaté, jehličnaté), kvetení (kvetoucí, nekvetoucí), podle hlavního okrasného prvku (nahé, olistění, květ, plody). Dále podle dramatických doplňků (sabamiki, sharimiki, uro, jin a pod.), nebo podle charakteru růstu kořenů (chůdovité kořeny, kořeny na skalisku, plochý kořen, pilířové kořeny) a pod.

## Některé bonsajistické výrazy
- scenérie z kamenů – suiseki
- krajina na míse bez živých rostlin – bonkei
- krajina na míse s živými rostlinami – saikei
- děrovatý kmen – uro
- rozštěpený kmen – sabamiki, kobukan
- mrtvý kmen – šarimiki
- mrtvé dřevo – šari
- mrtvá větev, odumřelý vrchol – džin
- hadovitý kořen – necuanadari
- chůdovité, obnažené kořeny – neagari
- splývající kořeny – sekidžodžu, iwajama
- doplňkové rostliny – šitakusa

## Fotogalerie

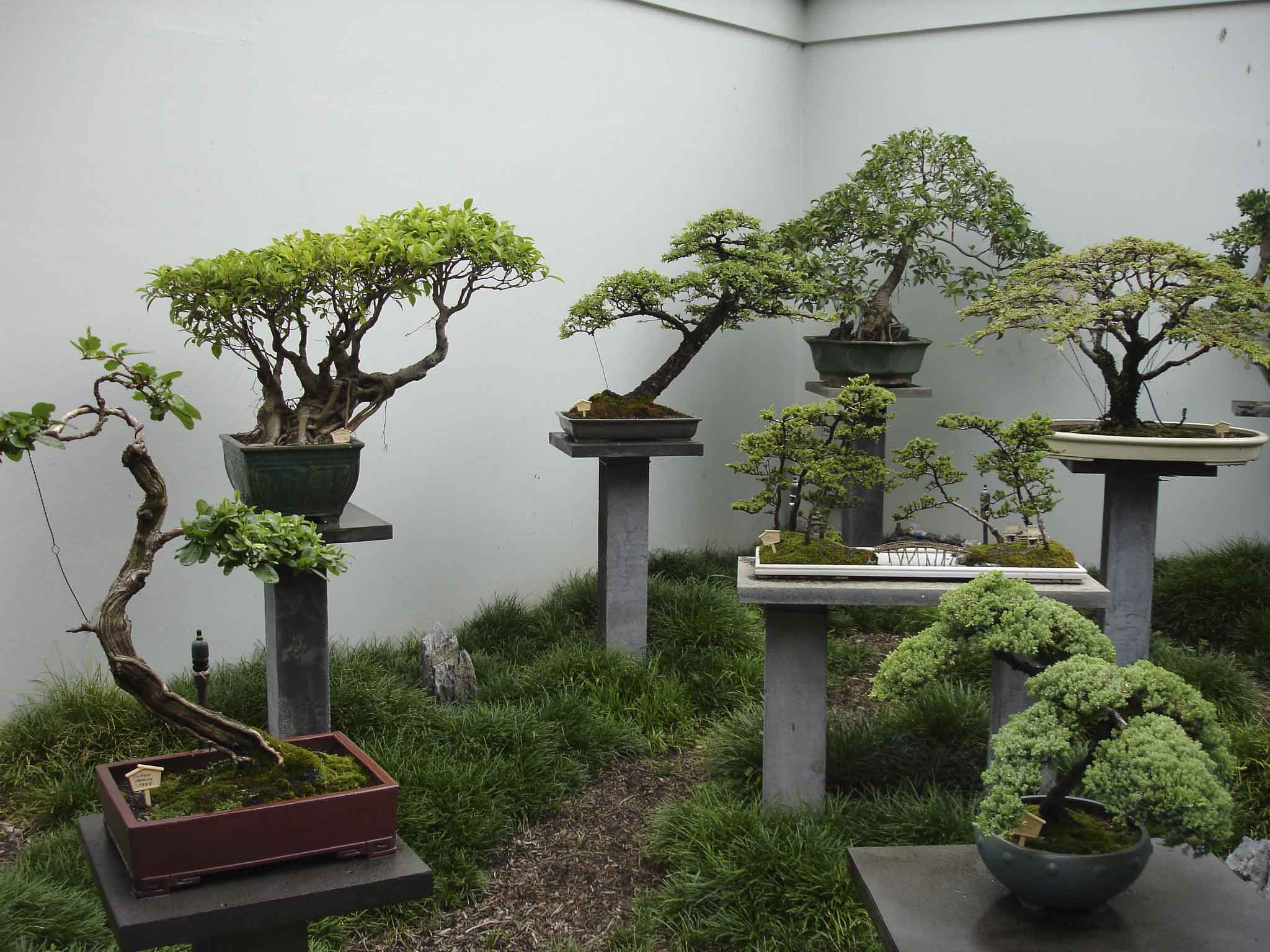
Výstavní bonsaje z čínské zahrady v Sydney
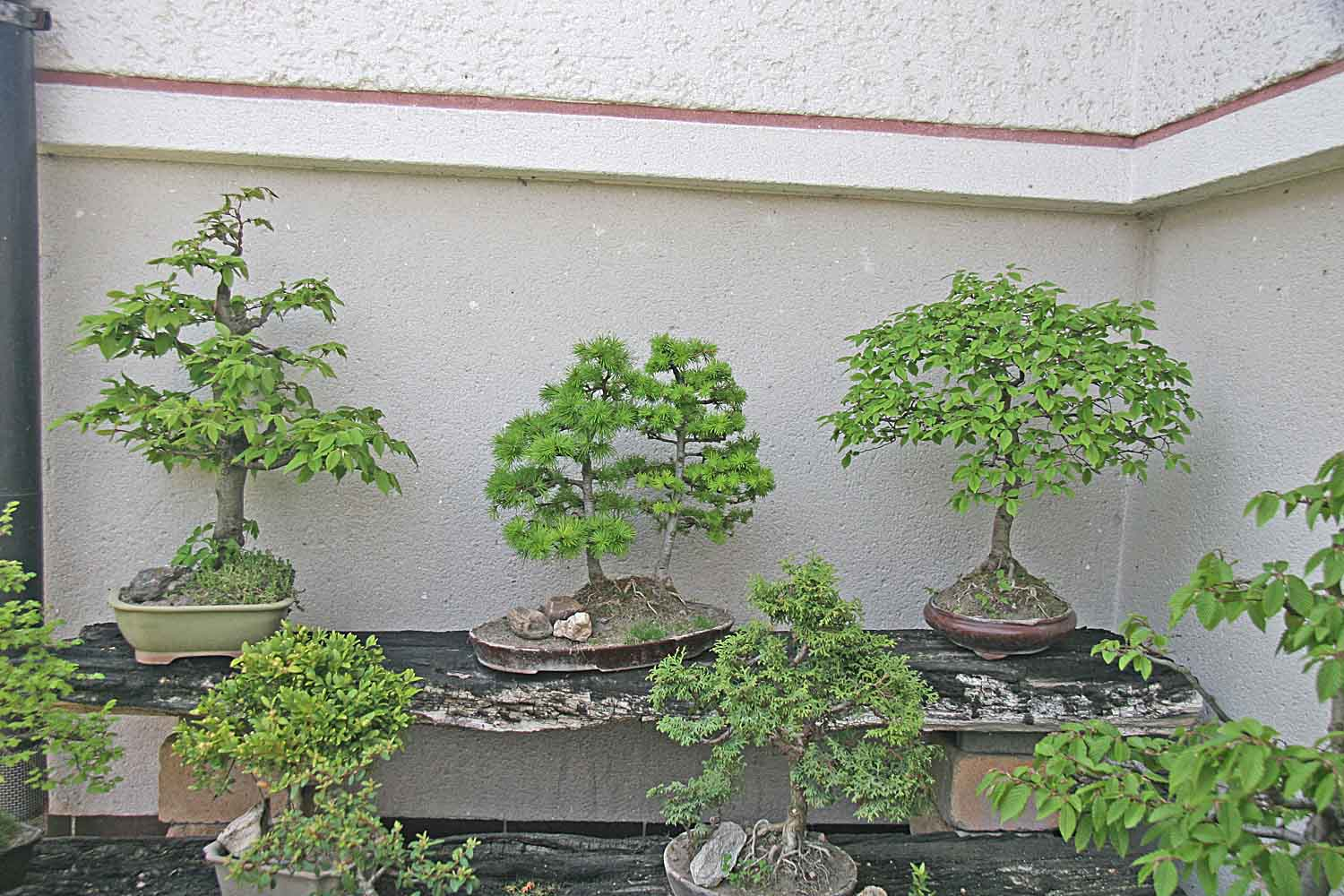
Bonsaje – habry, jilmy a modříny
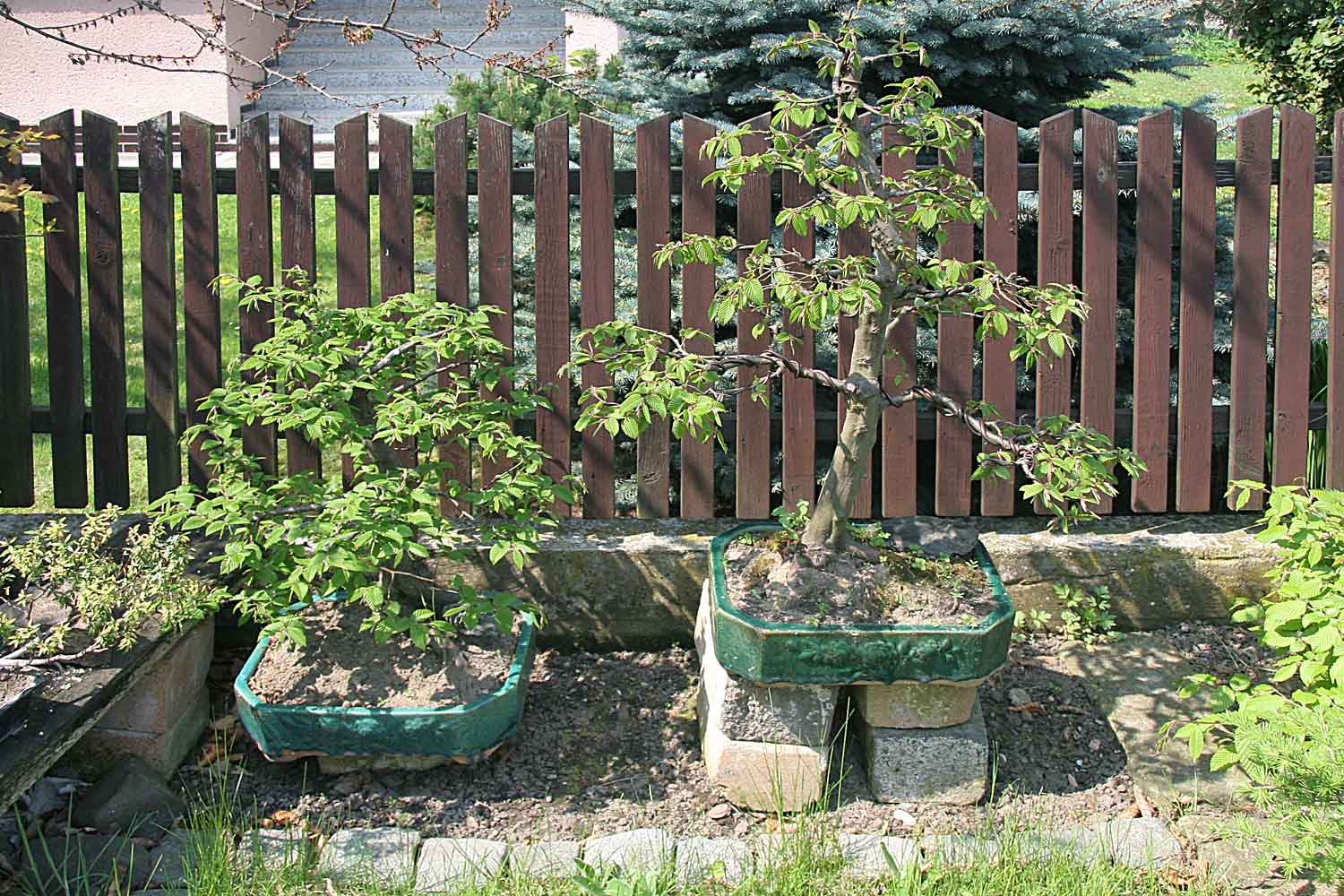
Bonsaje – habry
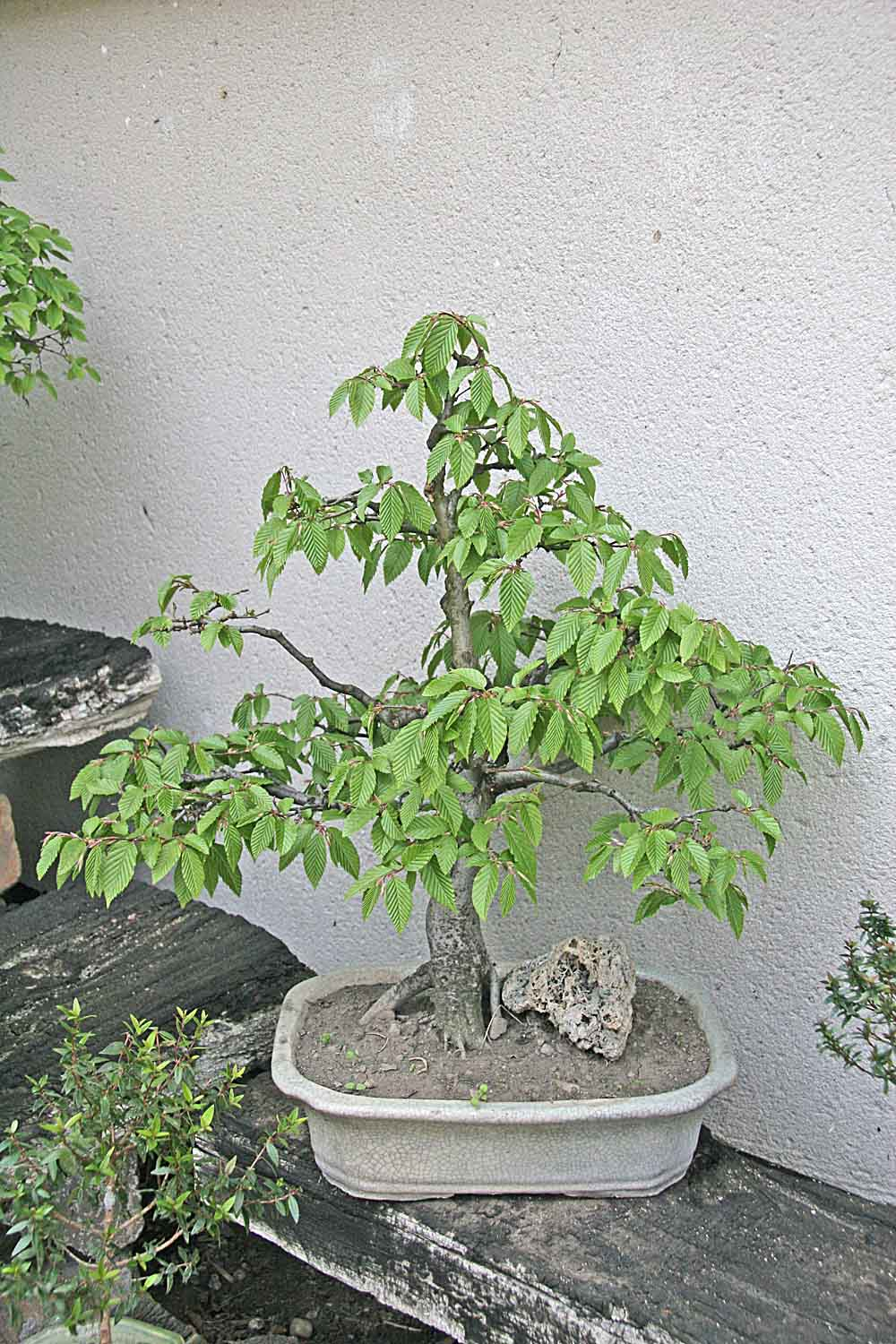
Bonsaje – habr
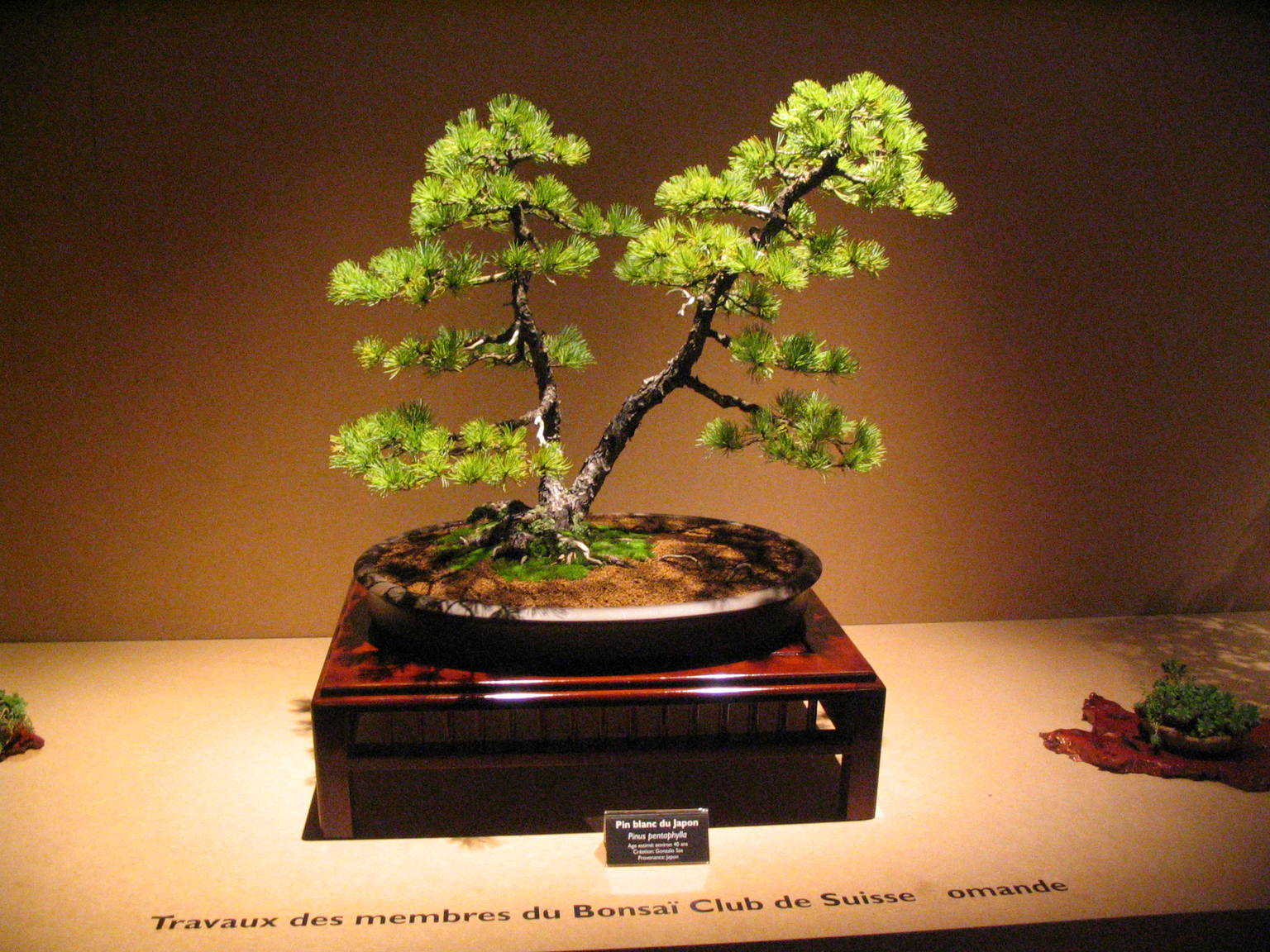
Bonsaj na výstavě ve Švýcarsku
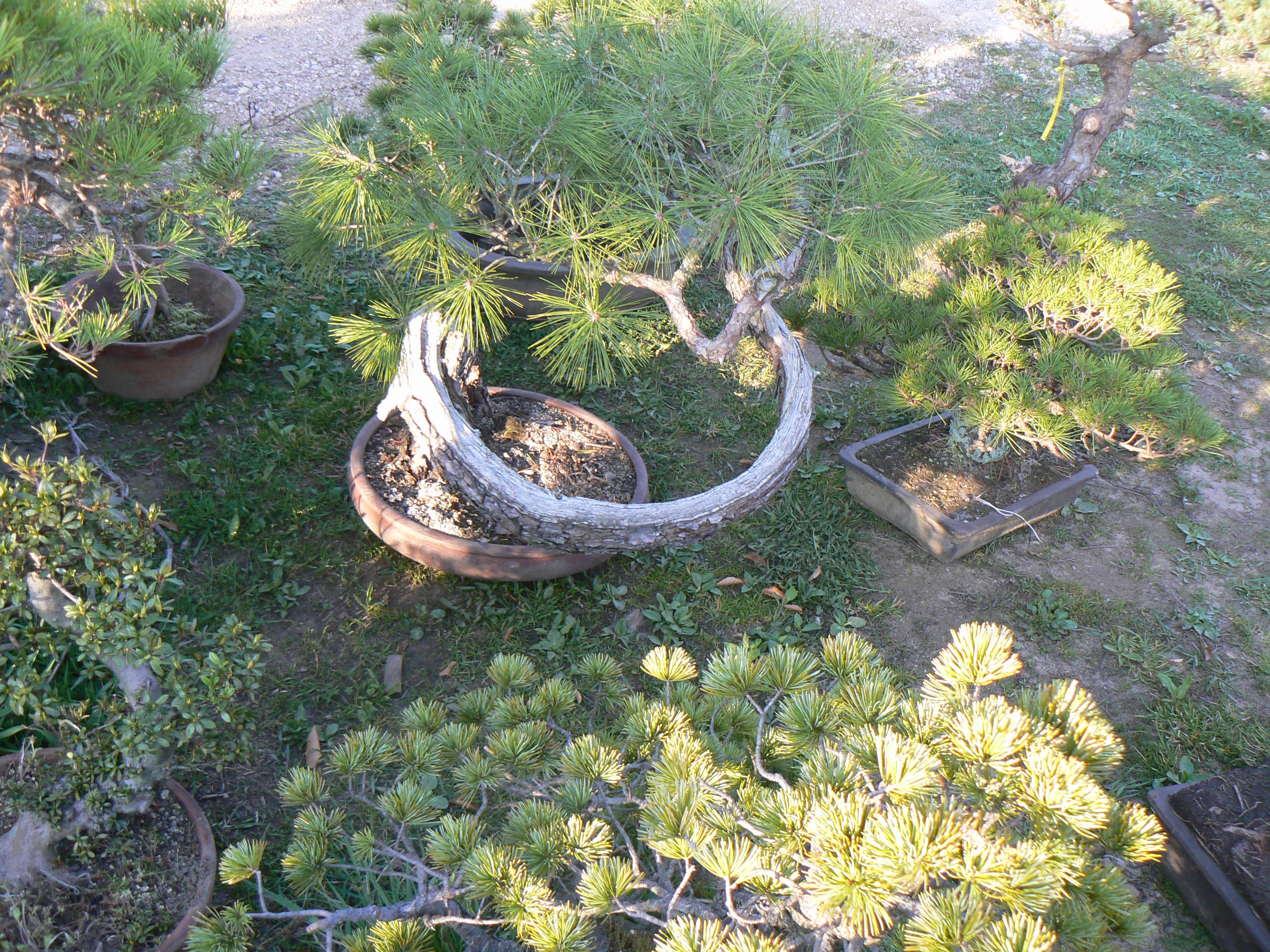
Bonsaj v největší japonské zahradě Evropy Mažučiai v Litvě